# Dals kontrakt
Dals kontrakt var ett kontrakt i Linköpings stift inom Svenska kyrkan. 

## Administrativ historik
Dals kontrakt var tidigt sammanlagd med Aska kontrakt under namnet Aska och Dals kontrakt. År 1725 delades kontraktet och Aska och Dals kontrakt blev självständiga enheter. Kontraktet upphörde 31 maj 1940 och slogs samman 1 juni 1940 med Lysings kontrakt. De bildade kontraktet Dals och Lysings kontrakt.

### Församlingar
Församlingar som ingick i Dals kontrakt.
- Vadstena församling
- Sankt Pers församling
- Strå församling
- Orlunda församling. Församlingen överfördes 1870 till Aska kontrakt.
- Herrestads församling
- Källstads församling
- Rogslösa församling
- Väversunda församling
- Örberga församling
- Nässja församling
- Vadstena krigsmanshusförsamling. Församlingen upphörde 1784.

## Kontraktsprostar
| Ämbetstid | Namn                     | Levnadstid | Övrigt                                                              |
| --------- | ------------------------ | ---------- | ------------------------------------------------------------------- |
|           | Anders                   |            | Herrestad.                                                          |
|           | Birger                   |            | Herrestad.                                                          |
|           | Gudzerus                 |            | Herrestad.                                                          |
|           | Ingolffer                |            | Rogslösa.                                                           |
|           | Torgillus                |            | Rogslösa.                                                           |
|           | Jonas Torgilli           |            | Rogslösa.                                                           |
|           | Peter                    |            | Örberga.                                                            |
|           | Inge                     |            | Örberga.                                                            |
| 1725–1761 | Petrus Hörberg           | 1684-1761  | Kyrkoherde i Vadstena församling.                                   |
| 1763–1778 | Magnus Palmærus          | 1701-1782  | Kyrkoherde i Örberga församling.                                    |
| 1782–1790 | Johan Stenvall           | 1711-1790  | Kyrkoherde i Herrestads församling.                                 |
| 1791–1801 | Jacob Israel Köhler      | 1733-1801  | Kyrkoherde i Vadstena församling.                                   |
| 1801–1807 | Johan Kraft              | 1748-1807  | Kyrkoherde i Rogslösa församling.                                   |
| 1807–1832 | Lars Magnus Kinnander    | 1742-1832  | Kyrkoherde i Vadstena församling.                                   |
| 1834–1870 | Isak Herman Kinnander    | 1786-1876  | Kyrkoherde i Vadstena församling.                                   |
| 1870–1876 | Johan Zetterstrand       | 1801-1876  | Kyrkoherde i Örberga församling.                                    |
| 1876–1880 | Per Lundborg             | 1816–1908  | Kyrkoherde i Rogslösa församling.                                   |
| 1880–1885 | Carl Wilhelm Charleville | 1827–1906  | Kyrkoherde i Vadstena församling. Senare biskop i Linköpings stift. |
| 1885–1897 | Nils Gustaf Lidrén       | 1819–1897  | Kyrkoherde i Herrestads församling.                                 |
| 1897–1919 | Rudolf Fjetterström      | 1838-1920  | Kyrkoherde i Vadstena församling.                                   |
| 1920–1934 | David Johansson          | 1859–1934  | Kyrkoherde i Örberga församling.                                    |
| 1934–1940 | Claes Törner             | 1867–1943  | Kyrkoherde i Vadstena församling.                                   |